# Mark Evans
Mark Whitmore Evans (født 2. marts 1956 i Melbourne, Australien) var bassist for det australske hårde rock-band AC/DC fra marts 1975 – juni 1977. Han bidrog til albummene T.N.T, High Voltage, Dirty Deeds Done Dirt Cheap og Let There Be Rock